# Charlton Heston
Charlton Heston (4. listopada 1923. – 5. travnja 2008.), američki filmski, kazališni i televizijski glumac, nagrađen Oscarom za glavnu ulogu u filmu Ben-Hur. 

## Životopis
Rodio se kao John Charles Carter u mjestu Evanston, savezna država Illinois. Roditelji su mu se razveli kada je imao 10 godina. Prezime "Heston" je dobio od očuha, Chestera Hestona. U srednjoj školi bio je aktivan u dramskoj grupi, pa je dobio stipendiju za sveučilište Northwestern. Prvu je filmsku ulogu imao 1941., a sljedeću 1950. godine. U međuvremenu je bio u američkoj vojsci, oženio se Lydiom Clarke, s kojom je ostao do kraja života, a do kraja 1940-ih je nastupao u kazalištu. U filmskoj karijeri, koja je trajala preko 50 godina, najznačajnije su mu uloge u filmovima Deset zapovijedi, Ben-Hur, Planet majmuna i Soylent Green. Ukupno je ostvario 126 filmskih i televizijskih uloga.
Bio je protivnik makartizma i rasne segregacije, kao i veliki aktivist za ljudska prava te je sudjelovao u Maršu na Washington 1963. godine. Vodio je i 45. dodjelu Oscara, 1973. godine.
Heston je bio zagovornik upotrebe oružja, te predsjednik "National Rifle Associationa" (NRA), udruge koja se zalaže za korištenje oružja u kućanstvima u svrhu samoobrane. Ta je njegova uloga više puta bila ismijavana, primjerice u dokumentarnom filmu Ludi za oružjem, gdje je autor filma Michael Moore posjetio Hestona u njegovom domu i kritizirao njega i njegovu udrugu. Heston je ustao i napustio intervju, a scenu je Moore uključio u film. Heston se često pozivao na sporni Drugi amandman Ustava SAD-a, koji omogućava nošenje vatrenog oružja.  
Predsjednik George W. Bush dodijelio mu je Predsjedničko odličje slobode, najviše američko civilno odličje.
U mirovinu je otišao 2003. godine, nakon što je javno objavio da mu je dijagnosticirana Alzheimerova bolest. Posljednje godine života proveo je prikovan za krevet. Umro je u svom domu na Beverly Hillsu, 5. travnja 2008. godine.

## Vanjske poveznice
- Charlton Heston u internetskoj bazi filmova IMDb-u (engl.)

### Ostali projekti
|  | Zajednički poslužitelj ima stranicu o temi Charlton Heston |